# G. E. R. Lloyd
Sir Geoffrey Ernest Richard Lloyd, FBA, FLSW, habitualment citat com a G. E. R. Lloyd   (Swansea, 25 de gener de 1933), és un historiador de la ciència i la medicina antigues a la Universitat de Cambridge. És becari sènior resident al Needham Research Institute de Cambridge, Anglaterra. La seva recerca se centra en la història de la ciència, la filosofia i la medicina a l'antiguitat clàssica, en particular en l'anàlisi comparativa de la història de la ciència grega i xinesa antigues.

## Biografia

### Educació
El seu pare, un metge gal·lès, se'n va anar a Londres per treballar com a especialista en tuberculosi. A causa de diversos canvis d'ubicació durant la guerra, Geoffrey Lloyd va assistir a sis escoles diferents fins als 12 anys. A continuació, va seguir el seu germà, que era el director de l'escola, a l'escola d'elit Charterhouse, a Surrey. La public school i la seva orientació clàssica, amb el seu èmfasi en l'habilitat esportiva, el van decebre enormement; a les novel·les de Frederic Raphael i Simon Raven (1927-2001) no va trobar l'escola tal com l'havia viscuda. Lloyd va desafiar el que considerava l'actitud antiintel·lectual de l'escola, es va unir a un grup de poesia i va estudiar intensament matemàtiques. Als disset anys, va intentar en va entrar a Oxford. Va romandre a la Charterhouse School i en el seu darrer any va estudiar italià amb Wilfrid Noyce (1917-1962), membre de l'equip de la primera ascensió a l'Everest el 1953. En el seu darrer any de carrera, va optar per abandonar filologia clàssica i estudiar història.
El seu posterior trasllat al King's College de la Universitat de Cambridge fou, com va dir en una entrevista el 2005, un absolut alliberament („absolute liberation“) per a Lloyd, en comparació amb Charterhouse. Aquí es va fer membre de l'antiga societat secreta intel·lectual Apòstols de Cambridge, fundada el 1820. Sota la influència de John Raven, va desenvolupar un especial interès per la filosofia dels presocràtics al King's College. Va passar els anys 1954/55 a Atenes, on va aprendre a tocar el buzuki i el grec modern. Posteriorment, es va dedicar a la història mèdica grega.

### Carrera científica
La dissertació de Lloyd amb Geoffrey Kirk reflecteix el gran interès per la filosofia i l'antropologia de la Grècia antiga. Va publicar una versió revisada de l'estudi sobre les estructures de la polaritat i l'analogia al pensament grec el 1966 sota el títol Polarity and Analogy: Two Types of Argumentation in Early Greek Thought.
El 1958, Lloyd va ser cridat al Servei Nacional (National Service) i va estar destinat al Xipre ocupat pels britànics durant l'aixecament de l'EOKA. Després de tornar a Cambridge el 1960, una conversa casual amb Edmund Leach el va estimular a llegir en profunditat l'enfocament emergent de l'antropologia estructural que estava formulant Claude Lévi-Strauss. El 1965, gràcies al suport de Moses Finley, va ser nomenat professor ajudant. Un element recurrent del seu enfocament acadèmic ha estat la consideració de com el discurs polític va influir en les formes del discurs científic i la demostració a l'antiga Grècia.

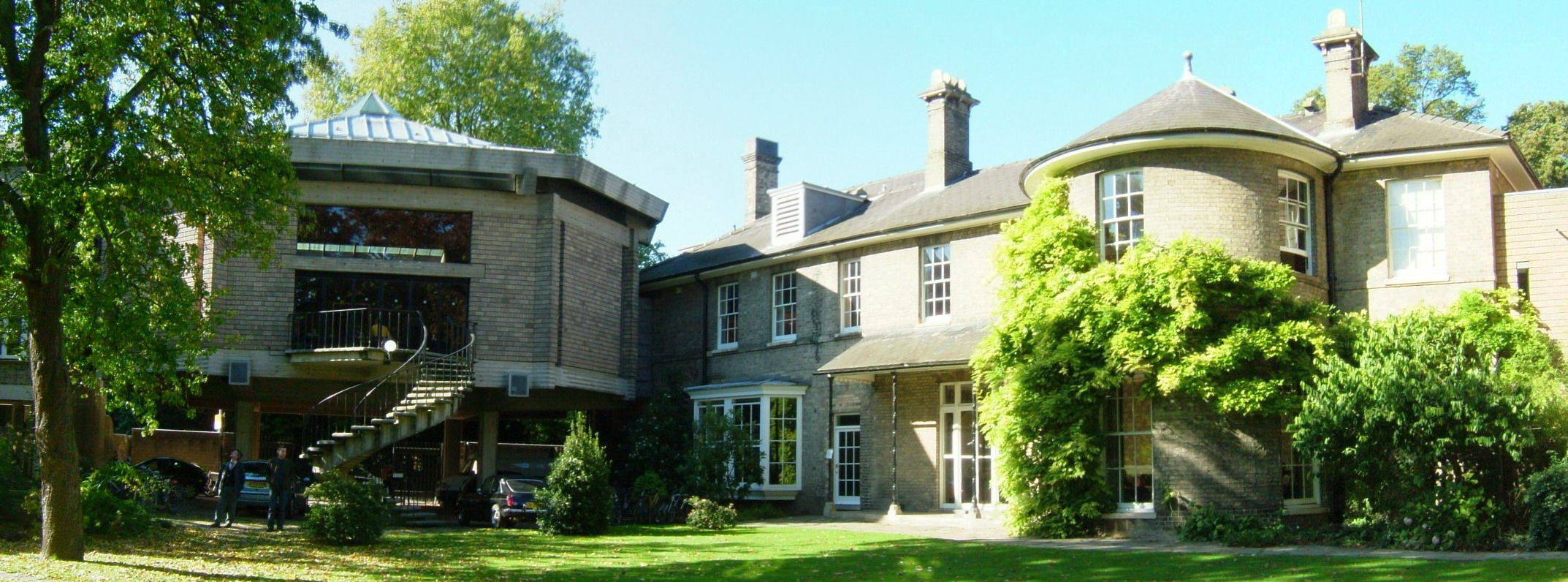
Darwin College de la Universitat de Cambridge, on Geoffrey Lloyd va fer un màster entre el 1989 i el 2000.

Lloyd ha fet conferències a diversos països europeus. El 1981 va ser nomenat membre de la Societat Japonesa per a la Promoció de la Ciència a Tòquio. Després d'obtenir una plaça de professor visitant a la Universitat de Pequín el 1987, Lloyd es va dedicar cada cop més al xinès clàssic. Això li va proporcionar una perspectiva per al seu treball més recent, que, basant-se en els estudis pioners de Joseph Needham sobre la història de la ciència xinesa, examina comparativament la influència de les cultures polítiques respectives en el discurs de la ciència a l'antiga Xina i Grècia. També va comparar el desenvolupament de la medicina en ambdues cultures (The Way and the Word: Science and Medicine in Early China and Greece 2002).
El 1989, el Darwin College de Cambridge el va nomenar master i, després de la seva jubilació el 2000, el va nomenar membre honorari (Honorary Fellow). Entre els seus alumnes hi ha el filòleg clàssic, filòsof de la ciència i historiador de la ciència i les matemàtiques israelià Reviel Netz, que va completar el seu doctorat amb Lloyd com a becari del British Council el 1995. El 1991, Lloyd va viatjar a Sendai (Japó) per exercir com a professor visitant a la Universitat de Tohoku. El 2001, fou el primer "professor visitant Zhu Kezhen" d'història de la ciència a l'Institut d'Història de les Ciències Naturals de Pequín. Del 1992 al 2002, Lloyd va ser també president del fideïcomís d'Història de la Ciència d'Àsia Oriental a la Universitat de Cambridge, que ha estat absorbit per l'Institut de Recerca Needham. Des del 2002, és investigador resident a l'Institut. Lloyd passa ara gran part de l'any a Espanya, on continua fent treballs acadèmics. L'any 2007 va publicar uns estudis sobre la unitat i la diversitat de la ment humana amb el títol Cognitive Variations: Reflections on the Unity and Diversity of the Human Mind ("Variacions cognitives: reflexions sobre la unitat i la diversitat de la ment humana"), Aquest va ser seguit el 2009 pels seus estudis culturals comparats en formació d'elit i educació, Disciplines in the making: cross-cultural perspectives on Elites, Learning and Innovation ("Disciplines en formació: perspectives interculturals sobre les elits, l'aprenentatge i la innovació"), publicat per Oxford University Press.

## Honors
Lloyd va ser elegit membre de l'Acadèmia Britànica el 1983 i va rebre la seva Medalla Kenyon el 2007. El 1987, la History of Science Society (HSS), fundada per George Sarton i Lawrence Joseph Henderson, li va atorgar la Medalla George Sarton, un premi de gran prestigi per a la història de la ciència. El 1989 va ser elegit membre de l'Academia Europaea. El 1995 l'Acadèmia Americana de les Arts i les Ciències i el 1997 l'Acadèmia Internacional per a la Història de la Ciència el van acceptar com a membre honorari. El mateix any fou nomenat Knight Bachelor pels "serveis a la història del pensament". El 2013 va rebre el premi Dan David en reconeixement de la seva recerca innovadora i interdisciplinària que traspassa els límits i paradigmes tradicionals. El 2014 va rebre el Premi Internacional Fyssen pel seu treball en cognició intercultural. El 2015, va ser escollit membre de la Learned Society of Wales (FLSW).

## Publicacions
- 1966. Polarity and Analogy: Two Types of Argumentation in Early Greek Thought. Cambridge: Cambridge University Press, ISBN 0-521-05578-4; reimpressió Bristol Classical Press, 1922. ISBN 0-87220-140-6.
- 1968. Aristotle: The Growth and Structure of his Thought. Cambridge: Cambridge University Press, ISBN 0-521-09456-9.
- 1970. Early Greek Science: Thales to Aristotle. New York: W.W. Norton & Co. ISBN 0-393-00583-6.
- 1973. Greek Science after Aristotle. New York: W.W. Norton & Co., 1973. ISBN 0-393-00780-4.
- 1978. Aristotle on Mind and the Senses (Cambridge Classical Studies). Cambridge: Cambridge University Press, ISBN 0-521-21669-9.
- 1978. Amb J. Chadwick. Hippocratic Writings (Penguin Classics). Penguin Books. ISBN 0-14-044451-3.
- 1979. Magic Reason and Experience: Studies in the Origin and Development of Greek Science. Cambridge: Cambridge University Press, ISBN 0-521-29641-2.
- 1983. Science, Folklore and Ideology. Cambridge: Cambridge University Press, ISBN 0-521-27307-2.
- 1987. The Revolutions of Wisdom: Studies in the Claims and Practice of Ancient Greek Science (Sather Classical Lectures, 52). Berkeley: University of California Press, ISBN 0-520-06742-8.
- 1990. Demystifying Mentalities. Cambridge: Cambridge University Press, ISBN 0-521-36680-1.
- 1991. Methods and Problems in Greek Science. Cambridge: Cambridge University Press, ISBN 0-521-39762-6
- 1996. Adversaries and Authorities: Investigations into ancient Greek and Chinese Science. Cambridge: Cambridge University Press, ISBN 0-521-55695-3.
- 1996. Aristotelian Explorations. Cambridge: Cambridge University Press, ISBN 0-521-55619-8.
- 2002. The Ambitions of Curiosity: Understanding the World in Ancient Greece and China. Cambridge: Cambridge Univ. Pr. ISBN 0-521-81542-8.
- 2002. Amb Nathan Sivin. The Way and the Word: Science and Medicine in Early China and Greece. New Haven: Yale University. Press. ISBN 0-300-10160-0.
- 2003. In the Grip of Disease: Studies in the Greek Imagination. Nova York: Oxford University Press, ISBN 0-19-927587-4.
- 2004. Ancient Worlds, Modern Reflections: Philosophical Perspectives on Greek and Chinese Science and Culture. Nova York: Oxford University Press, ISBN 0-19-928870-4.
- 2005. The Delusions of Invulnerability: Wisdom and Morality in Ancient Greece, China and Today. London: Duckworth. ISBN 0-7156-3386-4.
- 2006. Principles And Practices in Ancient Greek And Chinese Science (Variorum Collected Studies Series). Aldershot: Ashgate. ISBN 0-86078-993-4.
- 2007. Cognitive Variations: Reflections on the Unity and Diversity of the Human Mind. Nova York: Oxford University Press ISBN 0-19-921461-1.
- 2009. Disciplines in the Making, Oxford University Press, pp. viii + 215. ISBN 978-0-19-956787-4.
- 2012. Being, Humanity and Understanding, Oxford University Press, pp. 136. ISBN 978-0-19-965472-7.
- 2014. The Ideals of Inquiry, Oxford University Press, pp. 163. ISBN 978-0-19-870560-4.
- 2015. Analogical Investigations: Historical and Cross-Cultural Perspectives on Human Reasoning, Cambridge University Press, pp. 139. ISBN 978-1-107-10784-7.
- 2017. The Ambivalences of Rationality: Ancient and Modern Cross-Cultural Explorations, Cambridge University Press, pp. 132. ISBN 978-1108420044
- 2020. Intelligence and Intelligibility: Cross-Cultural Studies of Human Cognitive Experience, Oxford University Press, pp. 176. ISBN 978-0198854593